# لي سونغ-باي
لي سونغ-باي (مواليد 10 مايو 1971) هو ملاكم كوري جنوبي، مثّل بلاده في الألعاب الأولمبية الصيفية في دورتي 1992 و1996.

## روابط خارجية
لي سونغ-باي على موقع أوليمبيديا (الإنجليزية)